# Gonzalo Díaz Cuevas
Gonzalo Díaz Cuevas (n. Santiago de Chile, 1947) es un artista chileno, que ha trabajado en pintura, instalación y fotografía, ganador del Premio Nacional de Artes Plásticas de Chile en el ano 2003.

## Formación artística
Estudio en el Liceo Alemán, un colegio de la elite santiaguina. Ingresa a estudiar en la Escuela de Bellas Artes de la Universidad de Chile en el año 1965 desde donde egresa el año 1969 como licenciado en arte con mención en pintura. En el año 1969 ingresa a la Escuela de Bellas Artes hacer clases  como ayudante de Adolfo Couve. En el año 1980 continúa sus estudios en la Universitá Internazionale dell'Arte, en Florencia, Italia. Es profesor titular del taller de pintura de la Facultad de Artes de la Universidad de Chile desde 1975 hasta la actualidad.  

## Obra
Gonzalo Díaz es considerado uno de los artistas visuales activos más importantes de la escena artística chilena. A su vez, uno de los que ha representado más veces a Chile en importantes bienales de arte internacionales. Su obra actualmente se comprende desde el conceptualismo, pero comenzó desde la tradición formalista de la pintura en la que fue formado, la que luego derivó hacia la instalación, donde suele combinar escritos e imágenes. Sus obras contienen una carga política que reflexionan sobre los procesos históricos chilenos del último tiempo, como su instalación Lonquén, 10 años (1989), que alude al hallazgo de 15 cadáveres de detenidos desaparecidos políticos durante la dictadura de Augusto Pinochet, en los hornos de cal en Lonquén el año 1979.
Es relacionado con la Escena de Avanzada, que es como lo denominó la teórica Nelly Richard el trabajo artístico realizado en Chile durante la década del '80 que reflexiona sobre las condiciones de producción artística en relación con la dictadura que gobernó el país.    
Para la generación de artistas chilenos de los '90, como Pablo Langlois, Nury González, Gonzalo Díaz es considerado un referente importante. Díaz ha sido invitado a exponer a importantes muestras en el extranjero, como la Bienal de São Paulo,  o como en la Documenta 12 en el 2007, donde expuso Eclipse, obra especialmente creada para la ocasión, y Al Calor del Pensamiento del año 1999. Su carrera de artista, enclaustrada en la Academia, declinó posteriormente ante las nuevas tendencias. 
En 2013 apoyó públicamente la candidatura de Michelle Bachelet para la Presidencia de la República y posteriormente le regaló una de sus obras estando Bachelet como mandataria.
En 2014 fue curador de la muestra Comité Central de la Pintura Chilena, en Galería D21 Proyectos de Arte, convocando a los artistas Ivo Vidal y Jorge (Jojo) Salazar.
En 2014 fue precandidato a rector de la Universidad de Chile, pero por falta de apoyo terminó apoyado la candidatura de Ennio Vivaldi.
En 2018 fue candidato a Decano de la Facultad de Artes de la Universidad de Chile, pero se inclinó claramente ante el profesor Luis Orlandini. Así todo, su triunfo fue anunciado en las páginas de la Universidad de Chile.